# Atresmedia
Atresmedia, ook bekend als A3M is een Spaans mediabedrijf, gevestigd in de omgeving van Madrid, dat voornamelijk actief is op radio en televisie. Het bedrijf is ontstaan in 2012 uit een fusie van Grupo Antena 3, het moederbedrijf van de zender Antena 3, en GIA La Sexta, het moederbedrijf van de zender La Sexta. Atresmedia is genoteerd aan de beurs van Madrid. Naast de twee genoemde televisiezenders biedt het bedrijf nog een aantal zenders aan, waaronder Neox waar voornamelijk Amerikaanse series op te zien zijn. Ook heeft het bedrijf een aantal radiozenders, waarvan de meeste bekende Onda Cero is.